# Батиади
Батиадите (на старогръцки: Βαττιάδαι, Βαττιάδες) са гръцка царска династия, управлявала Кирена от 630 пр.н.е. до 440 пр.н.е. Основана е от цар Бат I.
Представител на фамилията е поетът Калимах от Кирена (310/305-240 пр.н.е.).

## Царе на Кирена от династията Батиади
- Бат I 630 пр.н.е. – 600 пр.н.е.
- Аркесилай I 600 пр.н.е. – 583 пр.н.е.
- Бат II 583 пр.н.е. – 560 пр.н.е.
- Аркесилай II 560 пр.н.е. – 550 пр.н.е.
- Леарх 550 пр.н.е.
- Бат III 550 пр.н.е. – 530 пр.н.е.
- Аркесилай III 530 пр.н.е. – 515 пр.н.е.
- Бат IV 515 пр.н.е. – 465 пр.н.е.
- Аркесилай IV 465 пр.н.е. – 440 пр.н.е.